# Aleksandr Loran

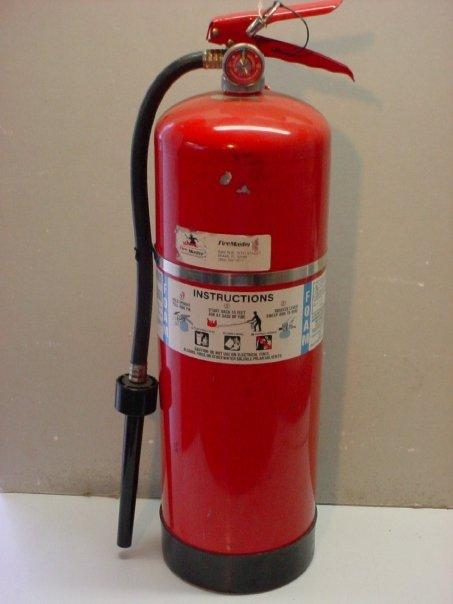
Stingător modern

Aleksandr Loran (în rusă Александр Георгиевич Лоран, în franceză Alexandre G. Laurent sau Laurant, n. 1849, Chișinău, Imperiul Rus – d. 1911, Sankt Petersburg, Imperiul Rus) a fost un profesor țarist rus originar din Basarabia. Este inventatorul stingătorului de incendiu.

## Biografie
Laurent s-a născut în 1849 la Chișinău (pe atunci în gubernia Basarabia, Imperiul Rus). Bunicul său, Jean Laurent, un francez originar din Lausanne, a lucrat ca institutor și profesor suplinitor din 1811, iar din 1817 ca profesor de istorie generală și literatură franceză la Liceul Richelieu din Odesa. Atât tatăl său, Gheorghii Laurent (1839), cât și unchiul său, Nikolai Laurent (1836), au absolvit acest liceu.
După Liceul Richelieu, a absolvit Institutul Politehnic din Sankt Petersburg și și-a continuat studiile la Paris, unde a studiat chimia.
Revenit în Rusia, a lucrat o vreme ca profesor într-una dintre școlile din Baku, unde se afla la acea vreme centrul industriei petroliere rusești. După ce a asistat la incendii puternice, greu de stins în câmpurile petroliere, care i-au lăsat o impresie puternică, Laurent a decis să creeze o substanță lichidă care ar putea face față eficient acestei probleme atât de grave. Astfel, a dezvoltat o spumă specială de stingere a incendiilor, care a funcționat destul de bine în timpul testelor care au fost efectuate în anii 1902-1903. Spuma, numită „Lorantina” de către inventator, a fost produsă prin interacțiunea componentelor acide și alcaline. În total, au fost efectuate aproximativ 20 de teste cu spumă, inclusiv publice, în timpul cărora compoziția lui Laurent a fost turnată într-un rezervor de ulei ardent. 
În 1906, Laurent și-a brevetat invenția și în același an a dezvoltat stingătorul cu spumă. Ulterior, a fondat compania Evrika din Sankt Petersburg, care a început să producă și să vândă stingătoare de incendiu sub acest brand (mai târziu Lorantin). Stingătoarele acestui brand au fost demonstrate la expoziții internaționale și au fost recunoscute ca un mijloc foarte eficient de stingere atât a incendiilor domestice, cât și a incendiilor din instalațiile industriale.
În anii 1906-1908, a deținut un studio foto în capitala Imperiului Rus..